# Ena Shibahara
Ena Shibahara (n. 12 februarie 1998, Mountain View⁠(d), California, SUA) este o jucătoare japoneză de tenis, specializată la dublu.
Cea mai înaltă poziție în clasamentul WTA la simplu este 416 mondial la simplu (august 2019) și la dublu, locul 8 mondial (13 septembrie 2021).
Shibahara și-a făcut debutul pe tabloul principal de Grand Slam la US Open 2016 la dublu fete, în parteneriat cu Jada Hart. Shibahara și Hart au câștigat apoi turneul de dublu pentru fete de la US Open. 
În perioada 2014-2019 a reprezentat Statele Unite, țara unde s-a născut. Din iulie 2019 reprezintă Japonia.